# John Fay
John Fay (* 10. Februar 1773 in Hardwick, Province of Massachusetts Bay; † 21. Juni 1855 in Northampton, New York) war ein US-amerikanischer Politiker. Zwischen 1819 und 1821 vertrat er den Bundesstaat New York im US-Repräsentantenhaus.

## Werdegang
John Fay wurde ungefähr zwei Jahre vor dem Ausbruch des Unabhängigkeitskrieges in Hardwick im Worcester County geboren. Er besuchte nur sechs Monate lang eine Gemeinschaftsschule. Die Familie Fay zog dann nach New York und ließ sich zuerst im Montgomery County nieder. Später zog sie von dort nach Galway im Saratoga County. 1804 zog er nach Northampton im Fulton County. Fay arbeitete als Landvermesser, war aber auch in der Landwirtschaft tätig und betrieb eine Mühle. Er hielt verschiedene lokale Ämter und war mehrere Jahre lang Postmeister in Northampton. In den Jahren 1808, 1809 und 1812 saß er in der New York State Assembly.
Als Gegner einer zu starken Zentralregierung schloss er sich in jener Zeit der von Thomas Jefferson gegründeten Demokratisch-Republikanischen Partei an. Bei den Kongresswahlen des Jahres 1818 für den 16. Kongress wurde er im 14. Kongresswahlbezirk von New York in das US-Repräsentantenhaus in Washington, D.C. gewählt, wo er am 4. März 1819 die Nachfolge von John Herkimer antrat. Er schied nach dem 3. März 1821 aus dem Kongress aus.
Nach seiner Kongresszeit ging er seinen früheren Geschäften nach. Er war zwischen 1828 und 1831 Sheriff im Jefferson County. Bei der Präsidentschaftswahl des Jahres 1844 trat er als Wahlmann (presidential elector) für James K. Polk und George M. Dallas an, die beide der Demokratischen Partei angehörten. Er verstarb am 21. Juni 1855 in Northampton und wurde dann auf dem Old Presbyterian Church Cemetery beigesetzt.